# نیدولاریوم اینوسنتی
نیدولاریوم اینوسنتی(نام علمی: Nidularium innocentii) نام یک گونه از تیره آناناسیان است.